# Tratatul de la Berlin (1878)

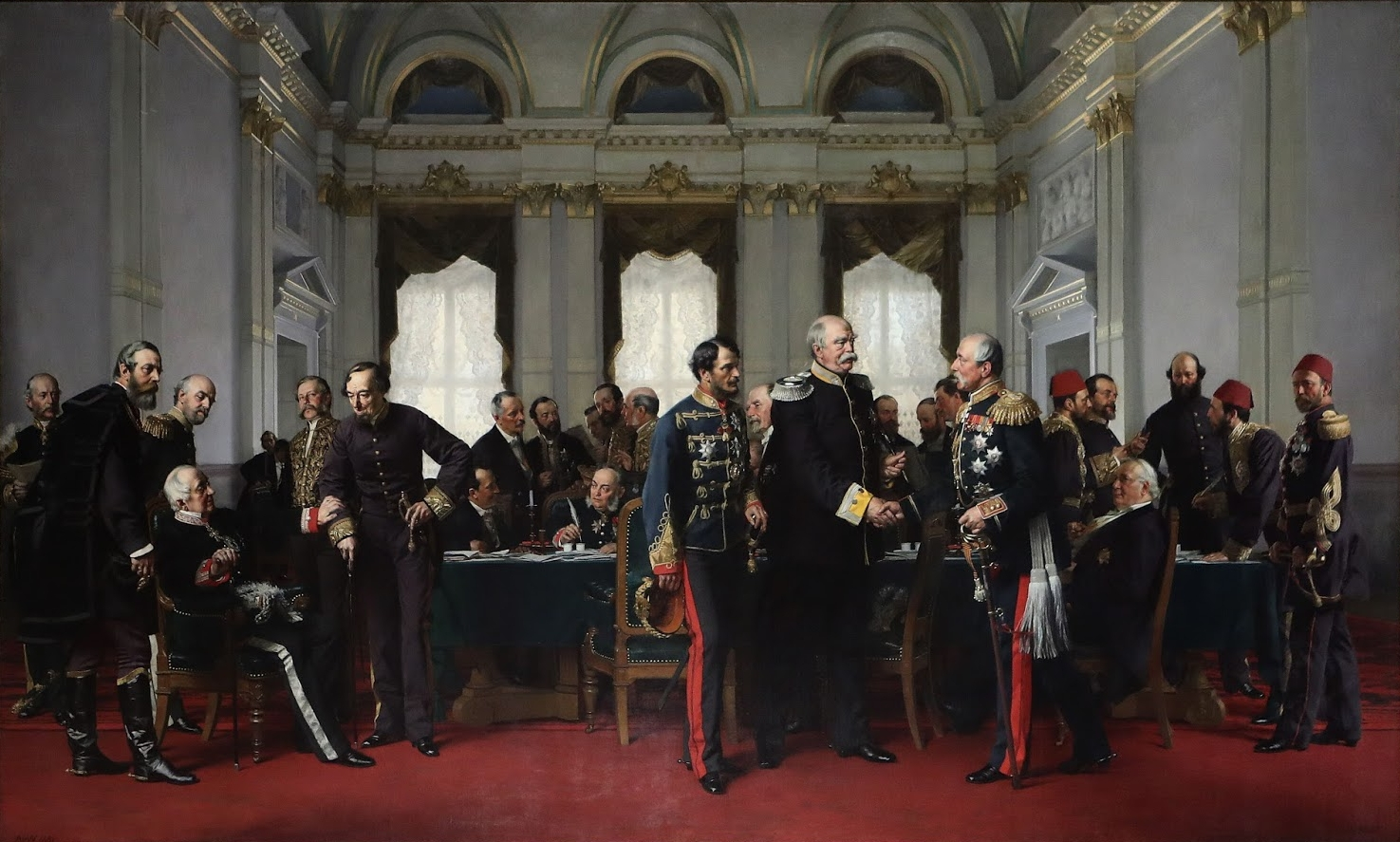
Participanţii la Congresul de la Berlin tablou.

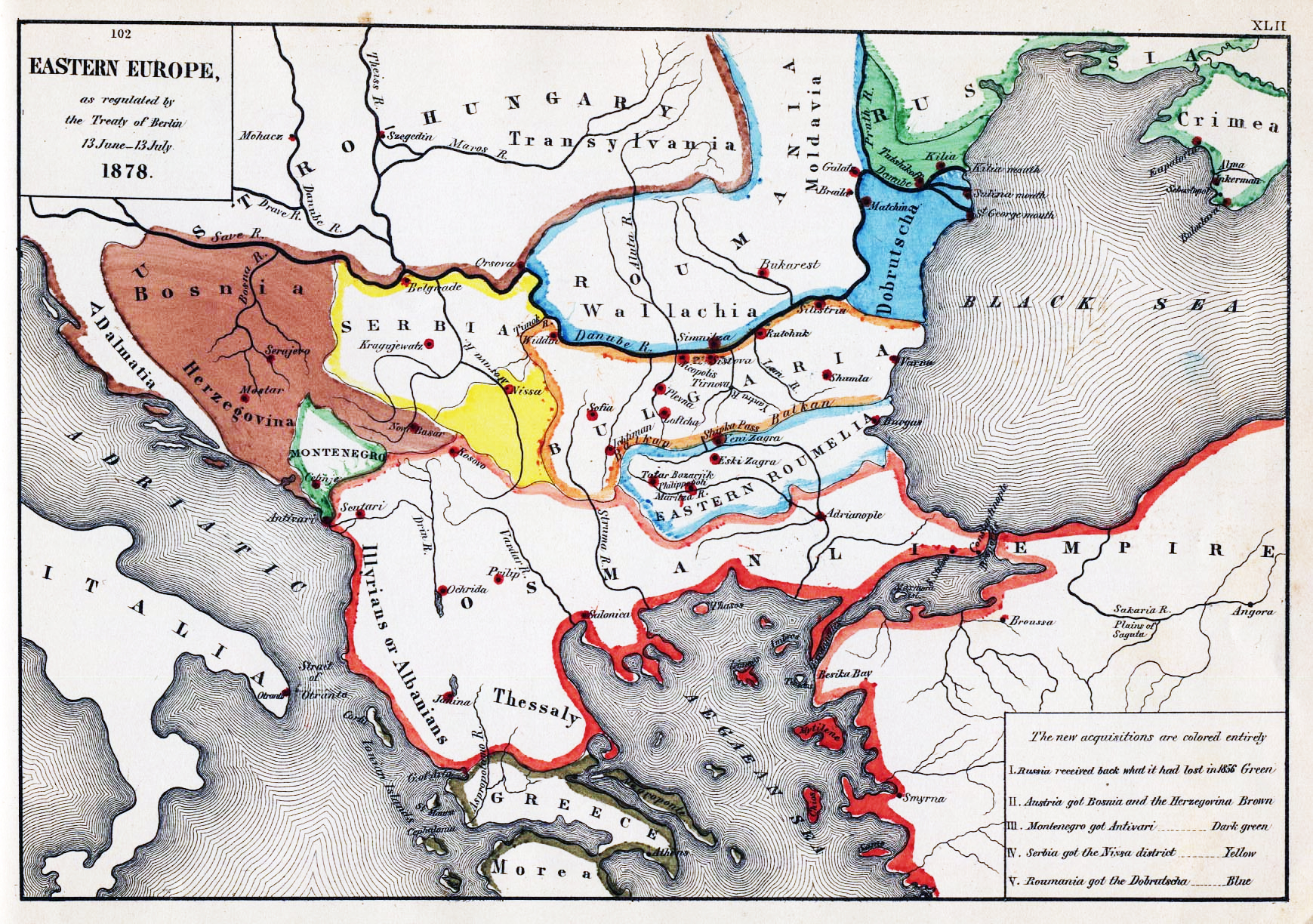
Sud-estul Europei după Tratatul de la Berlin din 1878

Tratatul de la Berlin (13 iunie S.V. 1 iunie–13 iulie S.V. 1 iulie 1878) a fost tratatul internațional care a pus capăt Războiului Ruso-Turc din anii 1877–1878. El avea menirea de a revizui prevederile păcii de la San Stefano și a reduce astfel influența obținută prin aceasta de Imperiul Rus în Balcani. Prin acest tratat semnat în urma Conferinței de la Berlin s-a recunoscut de jure independența României, Serbiei și Muntenegrului.

## Participanții la conferință
Cele 7 puteri europene participante au fost: Germania, Imperiul Britanic, Austro-Ungaria, Franța, Imperiul Otoman, Regatul Italiei și Imperiul Rus, iar cel care a dat dovadă de abilitate diplomatică deosebită și care a influențat decisiv luarea hotărârilor a fost cancelarul german Otto von Bismarck. 
Tratatul de pace de la Berlin avea în vedere ca toți participanții să ia în considerare aportul României pe plan militar, la câștigarea Războiului de Independență al României din 1877-1878 care consfințea independența României. Deși se angaja să respecte toate prevederile tratatului, Rusia a luat în considerare alipirea unor teritorii istorice care aparținuseră României:Județul Cahul, Județul Ismail și Județul Bolgrad astăzi parte componentă a Ucrainei din anul 1991, după dezmembrarea Uniunii Sovietice.

## Prevederile Tratatului de la Berlin
Franța era slăbită după 1871. Londra și Parisul erau dezinteresate de evoluția politică a spațiului balcanic. Singurele țări care puteau reprezenta o contrapondere față de influența rusă și frână al expansionsmului adoptat de Petersburg erau Germania și Austro-Ungaria. În ciuda încordatelor relații cu Viena, nu numai din pricina Transilvaniei, dar și din cea a chestiunii Dunării și a raporturilor comerciale, guvernul liberal al lui I. C. Brătianu s-a apropiat treptat de Puterile Centrale, ajungându-se în 1883 la semnarea unui tratat de alianță cu Austro-Ungaria, la care au aderat apoi Germania și Italia.

## Prevederi teritoriale

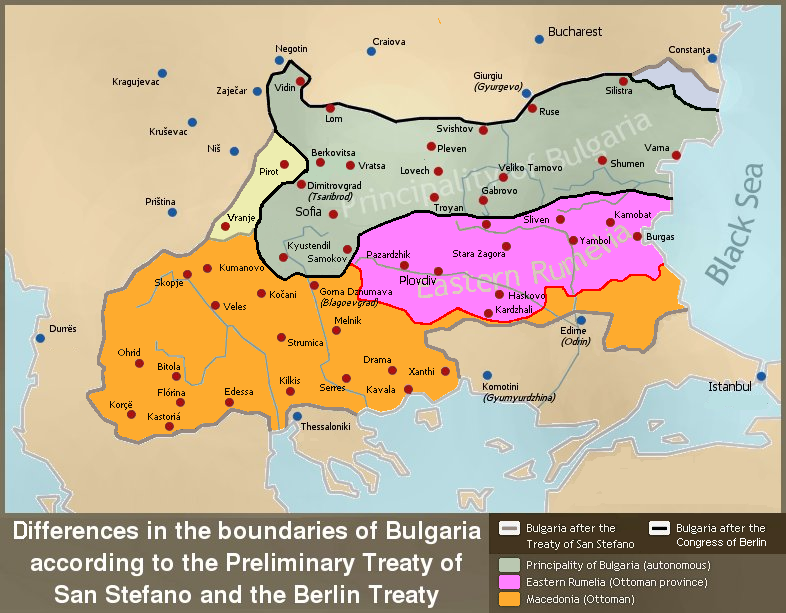
Bulgaria după Tratatul de la Berlin din 1878

- Muntenegru, România și Serbia deveneau state suverane, egale în drepturi cu celelalte state independente. Ca state ce se bucurau de independență deplină, ele puteau să-și înfăptuiască nestingherite politica externă și internă (Articolul XLIII); condiția pentru această recunoaștere era ca aceste țări să acorde cetățenie tuturor locuitorilor, indiferent de religie;
- Principatul autonom Bulgaria era simțitor micșorat în raport cu Tratatul de la San Stefano. Se constituia provincia autonomă Rumelia Orientală, condusă de un guvernator creștin, numit de Sublima Poartă;
- România anexa Dobrogea de Nord, inclusiv Delta Dunării și Insula Șerpilor;
- Teritoriul organizat de România sub forma județelor Cahul, Bolgrad și Ismail era încorporat din nou Rusiei țariste;
- Austro-Ungaria primea spre administrare Bosnia și Herțegovina (Articolul XXV);
- Regatul Unit lua Insula Cipru, în urma unei înțelegeri cu Imperiul Otoman;